# Leccinellum luteoscabrum
Leccinellum luteoscabrum är en svampart som först beskrevs av Schiffn., och fick sitt nu gällande namn av Bresinsky & Manfr. Binder 2003. Leccinellum luteoscabrum ingår i släktet Leccinellum och familjen Boletaceae.   Inga underarter finns listade i Catalogue of Life.